# Адлер, Елена
Елена (Элен) Адлер (нем. Helene Adler; 5 декабря 1849, Франкфурт-на-Майне — 2 декабря 1923, там же) — немецкая писательница, поэтесса, педагог еврейского происхождения.

## Биография
Родилась в еврейском гетто во Франкфурте-на-Майне. Отец Адлер, служитель израильской религиозной общины, купил дом, в котором в 1786 г. родился писатель Людвиг Бёрне.
Окончив в 1867 году курс в Висбаденской гимназии, поступила преподавательницей в школу при Франкфуртском сиротском приюте. В 1882 году из-за слабого здоровья ей пришлось отказаться от педагогической практики. Адлер была свободным мыслителем, пропагандировала пацифизм в годы Первой мировой войны.

## Творчество
С 1882 года посвятила себя литературному творчеству. Писала на гессенском диалекте.
Автор стихотворений, публицистических работ, учебных пособий, статей по вопросам педагогики для газет и журналов.

## Избранные сочинения
- «Beim Kuckuk» (стихотворения), 1882;
- «Religion und Moral» (по вопросу о воспитании детей), 1882;
- «Ueber Waisenerziehung» (О воспитании сирот), 1883;
- «Vorreden und Bruchstücke. Poetische Musterkarte», 1897;
- «Fridde uff Erde! Ääne Gardinepreddigt», 1897;
- «Poetische Schatten, den Manen Arthur Schopenhauers geweiht», 1912;
- «Studentenlieder und akademische Gesänge», 1914.